# 尚比亞克瓦查
尚比亞克瓦查 （貨幣編號: ZMW）是尚比亞的流通貨幣。輔幣單位恩韋，1克瓦查=100恩韋。于1968年開始發行，以取代尚比亞鎊。隨著通貨膨脹問題產生，造成數值計算的不便，尚比亞官方決議於2013年發行新克瓦查，新貨幣自1月1日啟用，面額為舊制貨幣除以1000，並與舊克瓦查共同流通至6月30日為止。

## 流通中的貨幣

### 硬幣
- 1 恩韋
  - 正面：
  - 背面：
- 2 恩韋
  - 正面：
  - 背面：
- 5 恩韋
  - 正面：國家名稱、赞比亚国徽、年份
  - 背面：小鳥
- 10 恩韋
  - 正面：國家名稱、赞比亚国徽、年份
  - 背面：马羚
- 50 恩韋
  - 正面：國家名稱、赞比亚国徽、年份
  - 背面：大象
- 1 克瓦查
  - 正面：國家名稱、赞比亚国徽、年份
  - 背面：小鳥

### 紙幣

#### 2013年
- 2 克瓦查
  - 正面：魚鷹、恩多拉奴隸樹

尚比亞最新流通的紙幣。

  - 背面：馬羚、兩個女人帶著籃子、路沙卡的自由雕像
- 5 克瓦查
  - 正面：魚鷹、野丁香樹
  - 背面：獅子頭、木薯和樹葉、路沙卡的自由雕像
- 10 克瓦查
  - 正面：魚鷹、尤佳利樹
  - 背面：豪豬、工人在收割水稻、路沙卡的自由雕像
- 20 克瓦查
  - 正面：魚鷹、安哥拉紫檀
  - 背面：黑色驢羚，男人在礦山操作風鑽、路沙卡的自由雕像
- 50 克瓦查
  - 正面：魚鷹、無花果樹
  - 背面：豹、贊比亞銀行、路沙卡的自由雕像
- 100 克瓦查
  - 正面：魚鷹、非洲木棉樹
  - 背面：水牛、贊比亞國民大會、路沙卡的自由雕像

## 外部連結
- 罗恩·怀斯的世界纸币：Zambia 镜像网站
- 现代金融系统表格－库尔特·舒勒制作：Zambia 镜像网站
- 环球货币历史：Zambia
- 《环球金融资料》货币历史表格（ 微软试算表格式）